# Schlagbolzen

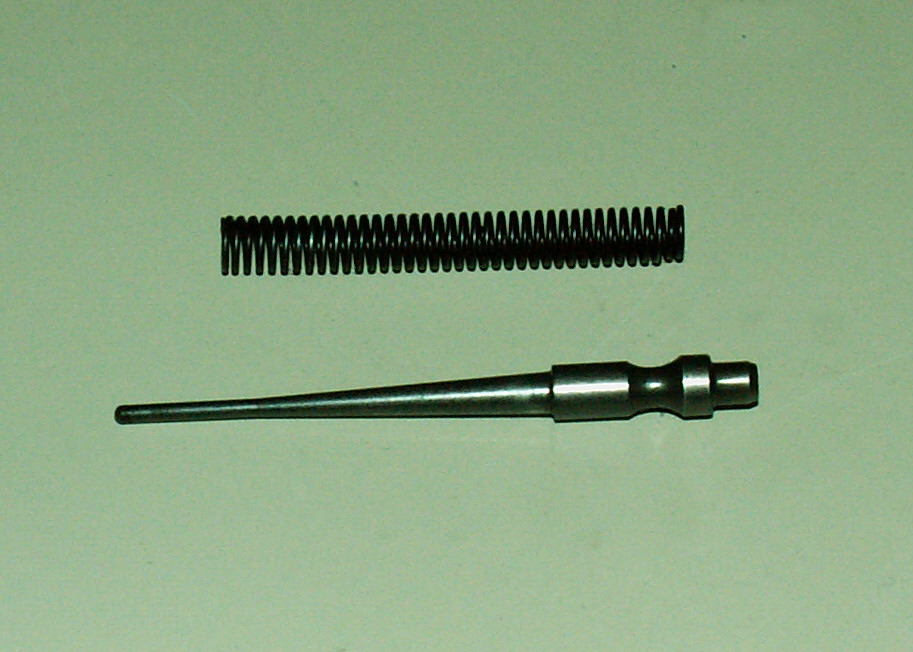
Schlagbolzenrückholfeder (oben) und Schlagbolzen (unten), Para Ordnance P16

Zündsysteme von Feuerwaffen vor (links) und nach dem Schuss (rechts)

Zündrichter Borstein Granat Modell 1935:
1. Verschluss, 2. Kartonverschluss, 3. Klemme, 4. Schlagachse, 5. Feder, 6. Schlagbolzen, 7. Unterlegscheibe aus Leder, 8. Gewinde, 9. Zündkörper, 10. Docht, 11. Zündpaste, 12. Detonator, 13. Zündpaste 1, 14. Auslöseklinke, 15. Sicherungsstift, 16. Schalthebel, 17. Gesamtansicht

Der Schlagbolzen ist ein Teil des Abzugssystems von Patronen-Feuerwaffen. Er besteht in der Regel aus einem Metallstift, der beim Abfeuern der Waffe auf den Teil der Patrone trifft, in dem das Zündmittel untergebracht ist. Bei Zentralfeuerpatronen ist dies das Zündhütchen, bei Randfeuerpatronen der Rand des Hülsenbodens, bei Flobertpatronen der gesamte Hülsenboden.
Auch der Auslösemechanismus einer Handgranate oder Mine wird als Schlagbolzen bezeichnet.

## Funktion
Der Schlagbolzen wird entweder durch die Schlagfeder angetrieben, die bei Betätigung des Verschlusses oder Abzuges gespannt wird, oder er wird durch das Auftreffen eines Schlagstückes (Hahn, Schlaghebel) oder durch den Vorlauf des Verschlusses auf den Zündsatz gestoßen.
Bei vielen zuschießenden Waffensystemen gibt es keinen separaten Schlagbolzen, sondern dieser ist ein strukturelles Teil des Verschlusses oder Schlaghebels. 
Beim Auftreffen des Schlagbolzens auf das Zündhütchen wird durch den Druck eine chemische Reaktion in Gang gesetzt, die zur Explosion des Zündmittels führt, die wiederum als Initialzündung des Treibmittels dient.
Bei modernen Waffen wird der Schlagbolzen üblicherweise durch das Verschlussstück bzw. den Stoßboden zum Zündhütchen geführt.
Eine vergleichsweise neue Entwicklung sind elektrische Schlagbolzen. Dabei durchsticht weiterhin ein Schlagbolzen mechanisch die Versiegelung des Zündhütchens. Die Zündung erfolgt aber erst durch einen elektrischen Impuls. Der Strom fließt dabei entweder durch den Schlagbolzen als einen und den Ladungsraum als anderen Pol oder der Schlagbolzen selbst ist zweipolig ausgelegt. Ziel der Technik ist eine möglichst genaue Zeitsteuerung der Schussabgabe. Dies ist bei schnell feuernden Waffen nach dem Gatling-Prinzip, insbesondere in Verbindung mit Mündungsblenden, erwünscht sowie bei stabilisierten Waffenanlagen. Zur Notabfeuerung bei Ausfall der Stromversorgung werden Stoßgeneratoren genutzt.

## Geschichte
Eine frühe Form des Schlagbolzens ist die Zündnadel, die von Dreyse für den ersten Militär-Hinterlader eingeführt wurde.

## Galerie

Schlagbolzen (schwarz) einer Colt M1911
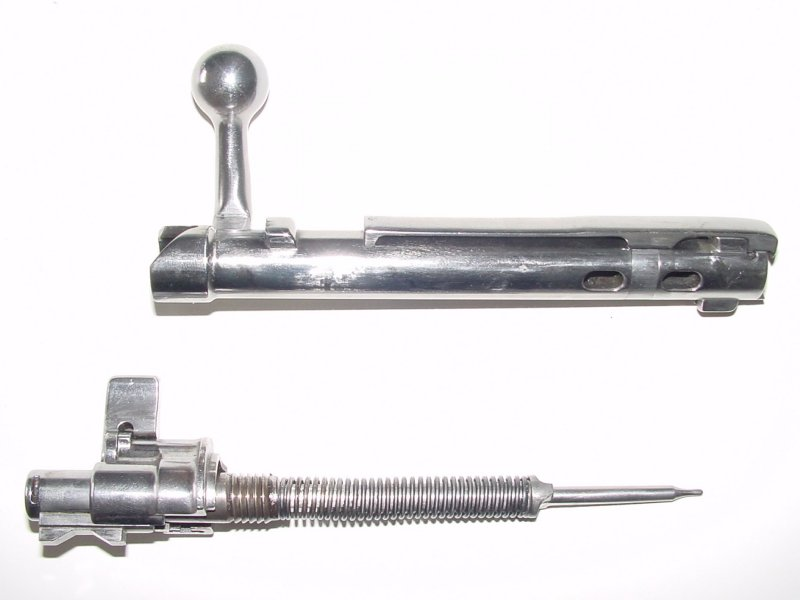
Schlagbolzen (unten) und Verschluss (oben) einer Mauser Modell 98
Funktionsschema des Dreyseverschlusses mit Zündnadel
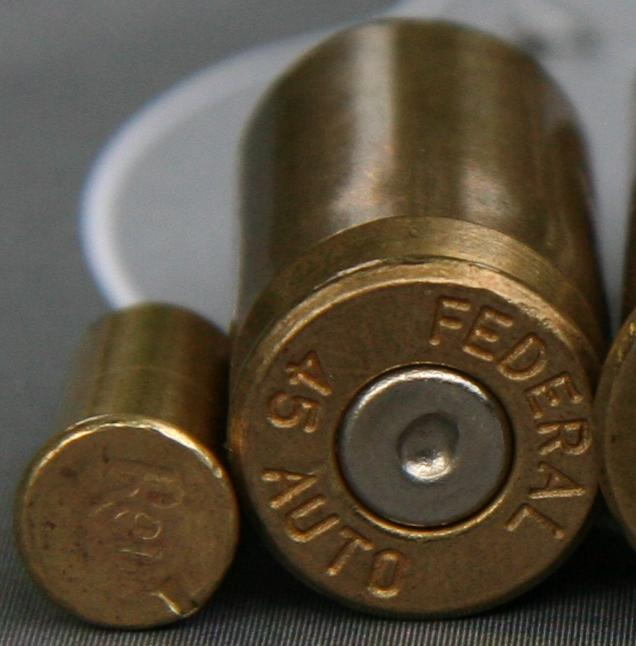
Rand- und Zentralfeuerpatrone nach dem Abfeuern
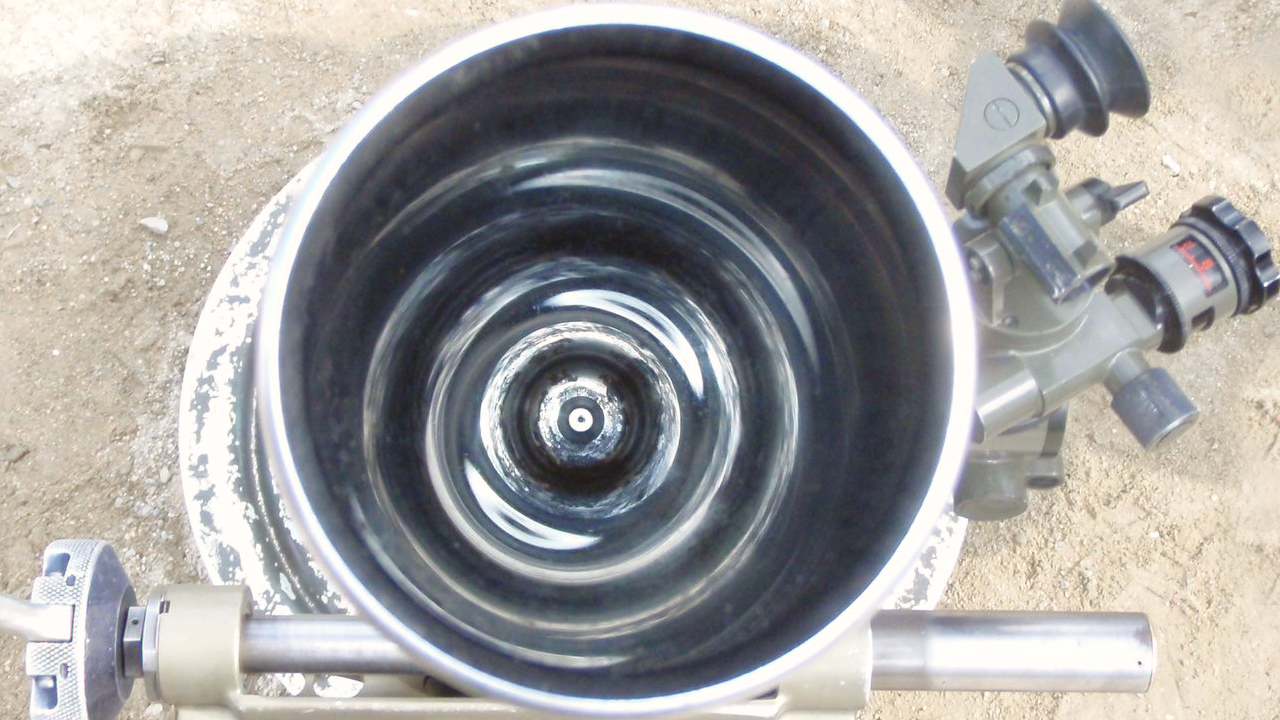
Fester Schlagbolzen eines L16-Mörsers
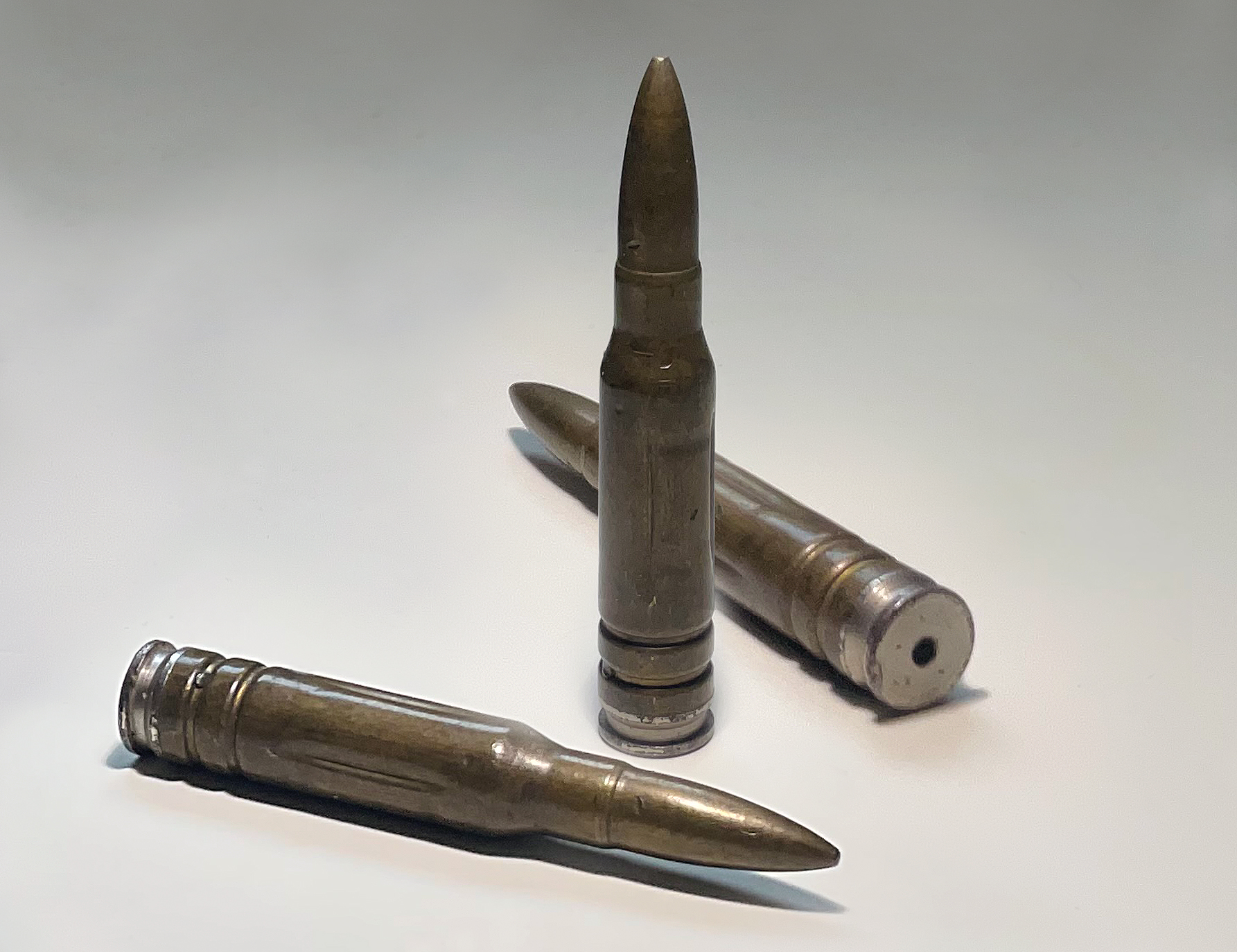
Exerzierpatrone für das HK G3 mit Aussparung im Boden, um den Schlagbolzen zu schonen.